# Muids
 Muids  là một xã thuộc tỉnh Eure trong vùng Normandie miền bắc nước Pháp.

## Huy hiệu
| Arms of Muids | The arms of Muids are blazoned: Argent, a fess sable, on a chief vert, a crescent between 2 oak leaves Or. |

## Images

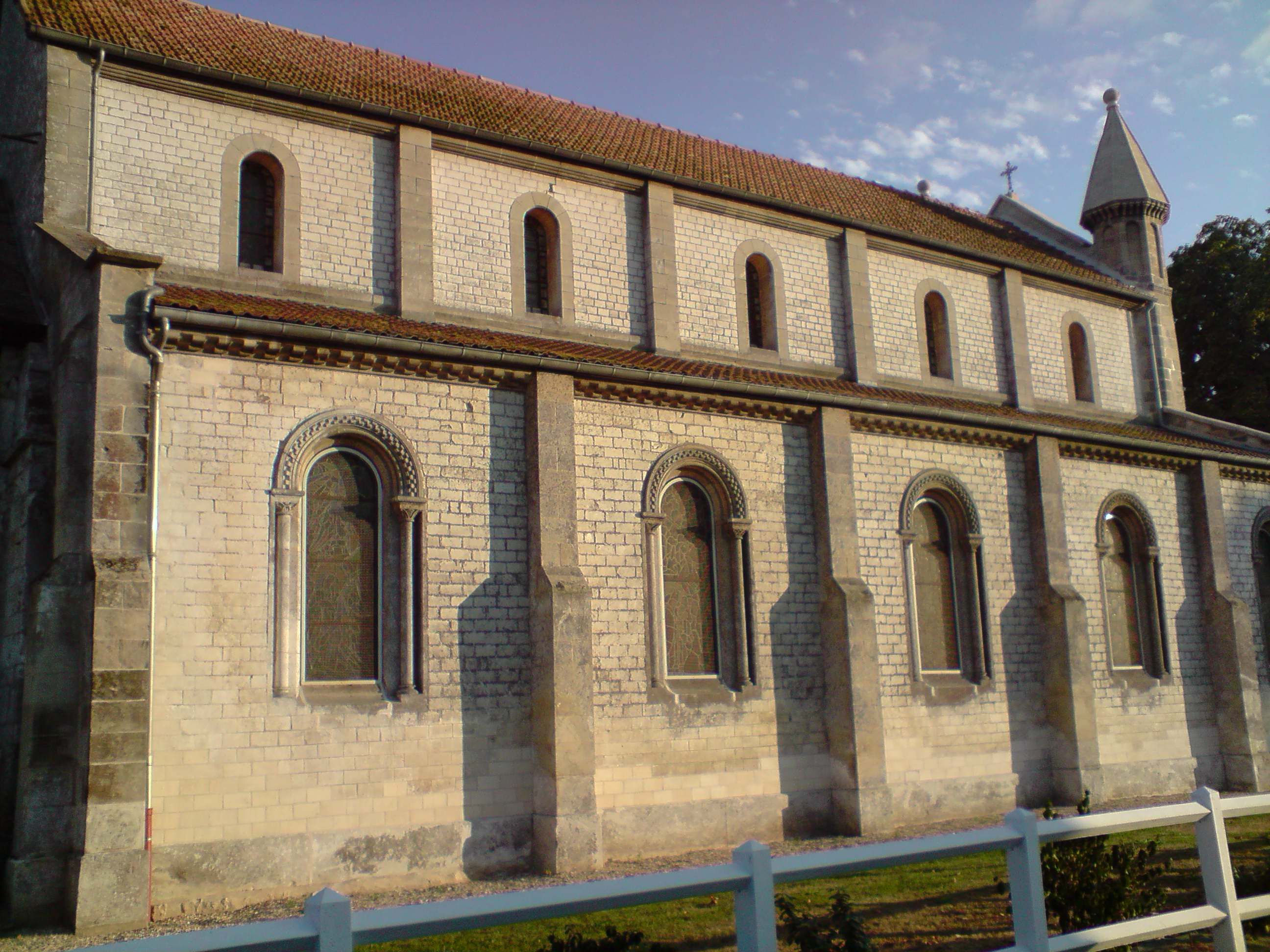
city church
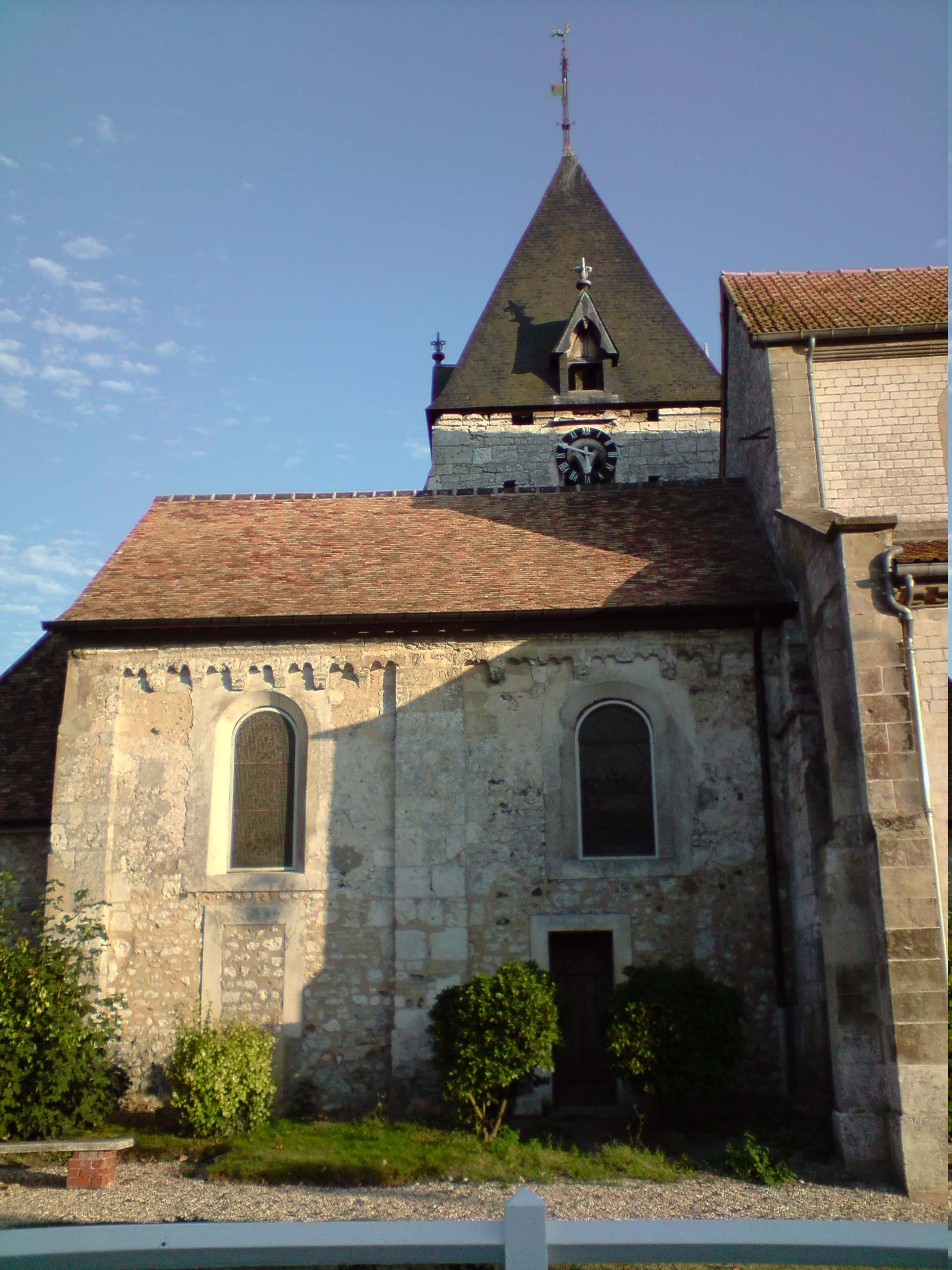
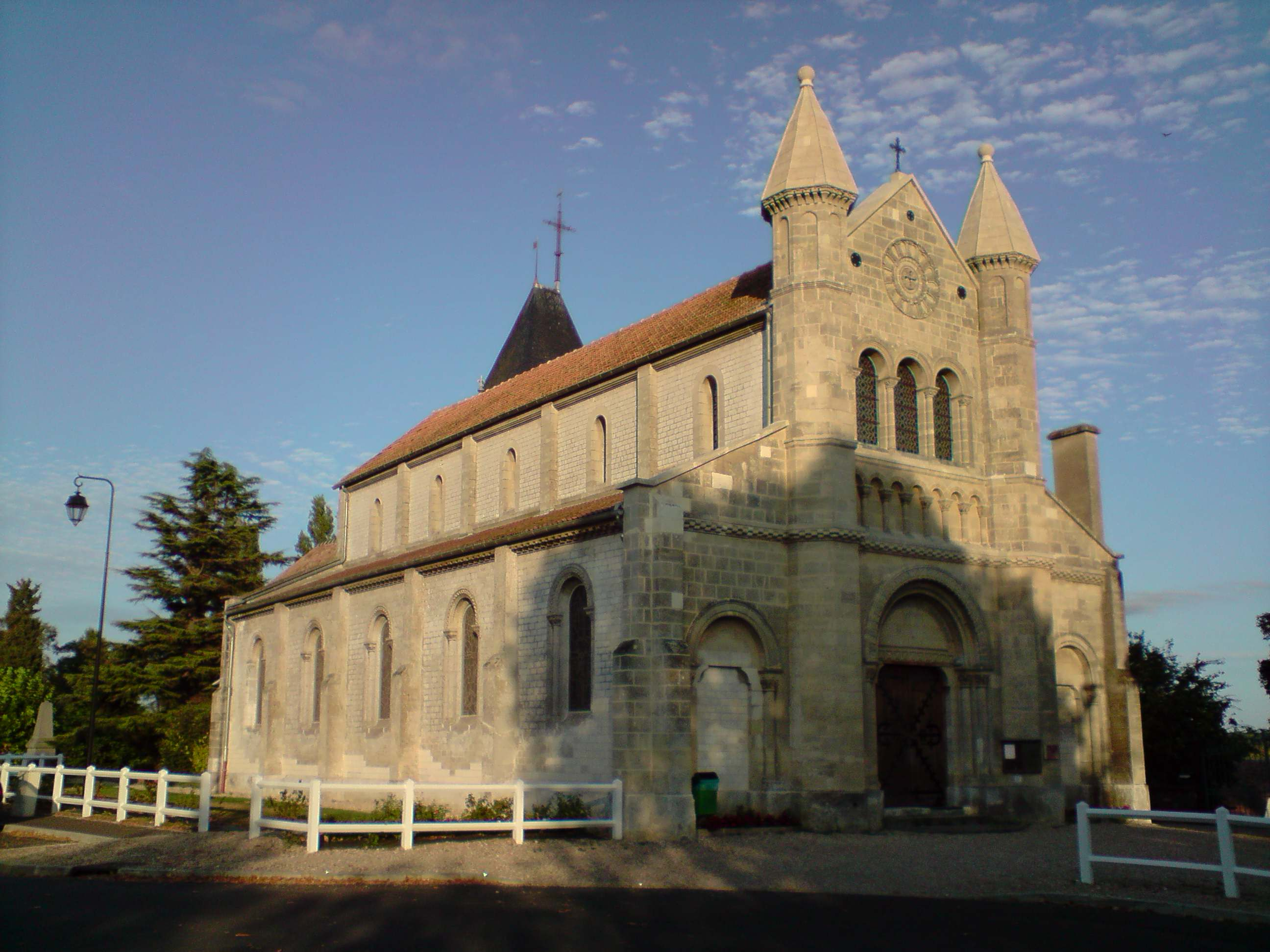
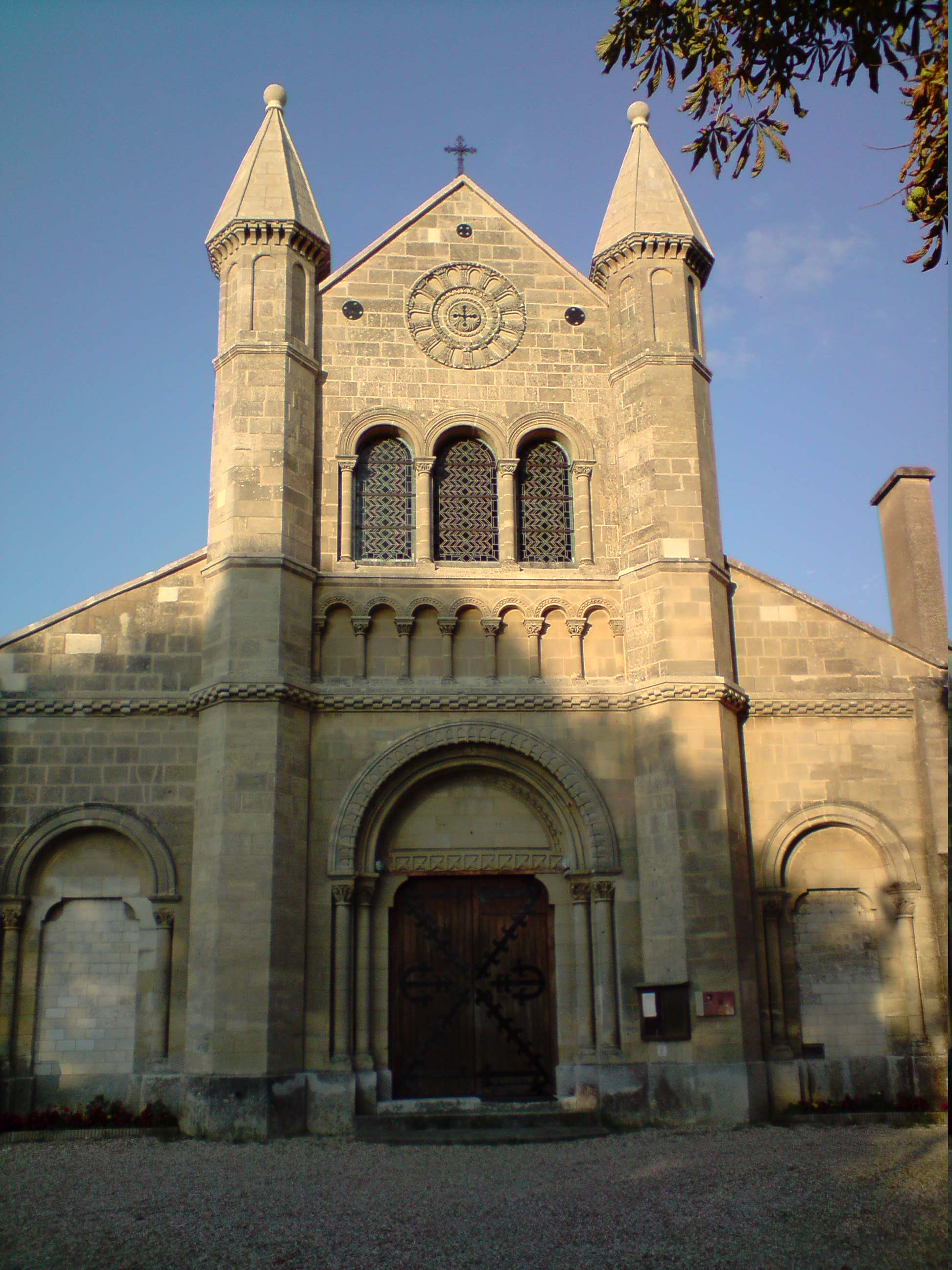